# جورج نيكلسون
جورج نيكلسون (بالإنجليزية: George Nicholson)‏ (12 مايو 1905 في المملكة المتحدة - ) هو لاعب كرة قدم بريطاني في مركز الوسط. لعب مع أولدهام أثلتيك وبولتون واندررز وكارديف سيتي.